# Moto X (primera generació)
El Motorola Moto X és un telèfon intel·ligent d'alta gamma, part de la família Moto, sorgit de la col·laboració entre Google i Motorola arran de la seva compra. Fabricat per Motorola Mobility, compta amb una pantalla de 4.7 polzades amb resolució HD, una càmera de 10 mega-pixelis juntament amb una frontal de 2 megapíxeles i compta amb el sistema de Android 4.2.2 amb una actualització confirmada per Lollipop 5.1. Es destaca per la seva fluïdesa i velocitat en comptar amb Android pur sense personalització ni modificacions per part de Motorola, atorgant una experiència similar a la sèrie Nexus.

## Característiques

### Disseny
- Posseeix a més una entrada d'àudio de 3.5mm, la més comuna.
- Té un cercle convex en la part de darrere. La seva forma és molt semblada a la gamma dels Nexus.
- Una grandària de pantalla de 4,7 polzades i una resolució de 720 x 1280 amb la tecnologia AMOLED. El resultat d'aquesta combinació és una densitat de 312 PPI (Píxels per polzada). A més la pantalla està recoberta amb Gorilla Glass 3, que protegeix efectivament la seva pantalla contra forts cops, ralladures i caigudes.

### Especificacions
El seu processador és el Qualcomm Snapdragon S4 Pro Dual-Core amb una velocitat rellotge d'1.7 GHz. Compta amb una GPU Adreno 320 i amb 2GB de memòria RAM.
Respecte a l'emmagatzematge, posseeix una memòria interna de 16 GB o 32 GB (no expandibles).
Posseeix els següents sensors:
- Acceleròmetre
- Sensor de Proximitat
- Brúixola
- GPS amb suport A-GPS, GLONASS
- Sensor de llum ambiental

Accepta les següents connexions:
- GPRS - 32/48 kbit/s
- HSDPA - 42 Mb/s
- HSUPA, 5.76 Mb/s
- WLAN - Wi-Fi 802.11 b/g/n, Wi-Fi Direct, DLNA, Wi-Fi Hotspot
- Bluetooth - v4.0 (A2DP)
- NFC

### Càmera
- Càmera Principal: 10 megapíxeles amb tecnologia Clear Píxel
- Càmera Frontal: 2 megapixeles
- Enfocament automàtic/enfoqui manual
- Flaix LED
- Vídeo Full HD (1080p), 30 fps
- HDR
- Ràfega de trets
- SlowMotion (enregistrament en càmera lenta 720p)

### Bateria i autonomia
Compta amb una bateria de Li-Ió amb capacitat de 2200 mAh no removible assegurant 24 hores d'autonomia.

### Programari
Actualment compta amb la versió de Android Lollipop 5.1

### Característiques Especials
El Moto X ressalta sobretot per característiques addicionals que li fan diferent d'altres dispositius amb Android, per exemple:
- Comandament intel·ligent de veu: Un dels nuclis del processador està contínuament esperant per la frase clau "Ok Google Now" per engegar Google Now i dur a terme l'acció encomanada.
- Notificacions intel·ligents: Les pantalles Amoled, com la que incorpora el Moto X, posseeixen il·luminació independent en cada píxel, per la qual cosa el Moto X, en rebre una notificació, mostra en pantalla informació sobre aquest tema, utilitzant solament els píxels necessaris de la pantalla.
- Moto Maker: A l'hora d'encarregar el dispositiu, a la pàgina web de Motorola, és possible personalitzar-ho, canviant els colors i disseny tant de la tapa posterior, com el panell frontal, els detalls de botons, etc.
- En actualitzar a Lollipop s'aconsegueix agregar les opcions addicionals tals com les del Moto x2. El comando no solament pot ser "Ok google now" sinó que se li pot canviar la frase d'activació, podem dir, per exemple: "Ok Moto X" o "Desperta Moto X". També són agregats alguns comandos, com: pública en Facebook, buscar en Youtube, envia un missatge de Whatsapp, Troba el meu telèfon, etc.

Les notificacions intel·ligents tenen algunes millores igual que l'assistent Moto.